# Mitch Haniger
Mitchell Evan Haniger (Mountain View, California, 23 de diciembre de 1990), más conocido como Mitch Haniger, es un jugador profesional estadounidense de béisbol que se desempeña en la posición de jardinero derecho en Seattle Mariners, equipo de las Grandes Ligas de Béisbol (MLB).

## Carrera
Haniger hizo su debut en la MLB con el equipo Arizona Diamondbacks, en el cual jugó una temporada (2016), después pasó a Seattle Mariners (2017-2019, 2021-2022), luego a San Francisco Giants (2023), posteriormente regresó a Seattle Mariners, donde lleva jugando una temporada.